# Binnings
Binnings ist ein Ortsteil der Gemeinde Aitrang im schwäbischen Landkreis Ostallgäu.

## Geografie
Der Weiler Binnings liegt in der bayerischen Planungsregion Allgäu fünf Kilometer westlich von Aitrang auf 799 Metern Höhe.

## Geschichte
Der Ort war Teil der Reichsvogtei des Klosters St. Mang (Füssen), das seit 1227 die Niedergerichtsbarkeit innehatte. Aitrang bildete mit Umwangs, Görwangs, Münzenried und Binnings die „untere Vogtei“. Die Reichsvogtei war mehrmals verpfändet worden und als letztes 1524 vom Fürststift Kempten erworben. Der Ort fiel im Reichsdeputationshauptschluss 1803 an die Fürsten Oettingen-Wallerstein. Mit der Rheinbundakte 1806 kam der Ort zum Königreich Bayern. Seit der Begründung der Gemeinde Aitrang mit dem bayerischen Gemeindeedikt von 1818 gehört Binnings zu dieser Gemeinde.